# Fortunata Tedesco
Fortunata Tedesco (Màntua, 14 de desembre de 1826 - després de 1866) fou una soprano italiana.
El 1846 farà d'Elvira en la primera òpera de Giuseppe Verdi que s'interpreta a Cuba: Ernani. L'èxit de l'obra i dels seus cantants va tenir una gran repercussió en el món cultural de l'Havana. Sobretot la soprano va rebre nombrosos compliments, entre els quals, una famosa contradansa de Manuel Saumell, que reprodueix alguns passatges de la seva ària d'entrada: Ernani involami. El 1848, la companyia d'òpera italiana de Francisco Marty celebra una funció a benefici del seu director musical, Luigi Arditi, on s'estrena la seva òpera Gulnara, Fortunata Tedesco crea el paper de Gulnara.
El gener de 1859 va interpretar Saffo de Pacini al Teatro Nacional de São Carlos de Lisboa.
Va ser Venus en la versió revisada de Tannhäuser estrenada el 13 de març de 1861 a L'Òpera de París.